# اس‌ام‌اس کایزرین آگوستا
| اس‌ام‌اس کایزرین آگوستا        | اس‌ام‌اس کایزرین آگوستا              |
| ---------------------------- | ---------------------------------- |
| رزمناو اس‌ام‌اس کایزرین آگوستا |                                    |
| اطلاعات کلی                  |                                    |
| نوع کشتی                     | ناوگان اکتشافی و هم کشتی مستعمراتی |
| کشور سازنده                  | آلمان                              |
| مشخصات                       |                                    |
| جنگ‌افزارها                   |                                    |
| توپخانه                      | دوازده توپ 15 سانتی مدل جدید       |
| سرنوشت                       |                                    |

پوستری از رزمناو اس‌ام‌اس کایزرین آگوستا در حین ترک بندر نیویورک. این اثر در سال ۱۸۹۵ میلادی، با استفاده از تکنیک چاپ سنگی منتشر شد.

اس‌ام‌اس کایزرین آگوستا (انگلیسی: SMS Kaiserin Augusta) یک رزمناو منحصر بفرد محافظت شده‌است که در اوایل دهه ۱۸۹۰ برای نیروی دریایی امپراتوری آلمان ساخته شد. این کشتی بنام ملکه اوگوستا که در ژانویه ۱۸۹۰ درگذشت گذاشته شد. ساختن این رزمناو در سال ۱۸۹۰ تصمیم‌گیری شد، در ژانویه ۱۸۹۲ راه اندازی شد و در نوامبر همان سال کامل شد. به دلیل محدودیت‌های بودجه کایزرین اوگوستا طوری طراحی شد که نقش هم ناوگان اکتشافی و هم کشتی مستعمراتی را ایفا کند. این کشتی در ابتدا مسلح به چهار توپ ۱۵ سانتی (۹/۵ اینچی) و هشت توپ ۵/۱۰ سانتی (۱/۴ اینچی) بود که در سال ۱۸۹۶ با دوازده توپ ۱۵ سانتی مدل جدید جایگزین شد. این اولین کشتی در نیروی دریایی آلمان بود که یک مجموعه پروانه سه شفتی داشت.